# 1605 au théâtre
| Années du théâtre : 1602 - 1603 - 1604 - 1605 - 1606 - 1607 - 1608    |
| Décennies du théâtre : 1570 - 1580 - 1590 - 1600 - 1610 - 1620 - 1630 |

## Pièces de théâtre publiées
- The true chronicle of King Leir, pièce anonyme, Londres, Simon Stafford et John Wright, considérée comme l'une des sources de la tragédie de Shakespeare, Le Roi Lear (King Lear), jouée à Londres l'année suivante, ou écrite par Shakespeare lui-même.
- The London Prodigal, comédie, Londres, Nathaniel Butter et Thomas Creede : la page de titre indique William Shakespeare comme auteur, mais cette attribution est généralement rejetée par les spécialistes.
- La Merope, tragédie de Pomponio Torelli, Parme, Erasmo Viotti Lire en ligne.

## Pièces de théâtre représentées
- La Mort de Roger, tragédie de Charles Bauter, dit Méliglosse.
- Masque of Blackness  (« Le Masque de noirceur »), mascarade de Ben Jonson[1].

## Naissances
- 16 octobre : Charles Coypeau d'Assoucy, dit Dassoucy, poète, compositeur et dramaturge français, mort le 29 octobre 1677.
- Date précise non connue :
  - Nicole Gassot, dite Mademoiselle Bellerose, actrice française, morte en 1679.
  - Thomas Nabbes, dramaturge anglais, mort le 6 avril 1641.
  - Pierre Du Ryer, historiographe et dramaturge français, mort le 6 octobre 1658.

## Décès
- 26 mars : Jakob Ayrer, auteur dramatique allemand, connu pour ses pièces de carnaval (Fastnachtsspiele), né en mars 1543.
- mai : Augustine Phillips, acteur anglais ayant fait partie de la troupe du lord chambellan.
- juillet : William Haughton, dramaturge anglais.